# Phytomyptera exul
Phytomyptera exul là một loài ruồi trong họ Tachinidae.